# Shanghai Oriental Pearl
Shanghai Oriental Pearl (chinois simplifié : 上海东方明珠（集团）股份有限公司 ; chinois traditionnel : 上海東方明珠（集團）股份有限公司 ; pinyin : Shànghǎi dōngfāng míngzhū (jítuán) gǔfèn yǒuxiàngōngsī ; litt. « Société anonyme (groupe) Perle orientale de Shanghaï ») est une entreprise chinoise du secteur des médias, du divertissement et du tourisme.